# Swaziland vid världsmästerskapen i simsport 2024
Swaziland tävlade vid världsmästerskapen i simsport 2024 i Doha i Qatar mellan den 2 och 18 februari 2024. Swaziland hade en trupp på två idrottare, en av vardera kön.

## Tävlande per sport
Följande är en lista över antalet tävlande per sport.
| Sport   | Herrar | Damer | Totalt |
| ------- | ------ | ----- | ------ |
| Simning | 1      | 1     | 2      |
| Totalt  | 1      | 1     | 2      |

## Simning
Herrar
| Idrottare | Gren           | Heat    | Heat      | Semifinal        | Semifinal        | Final            | Final            |
| Idrottare | Gren           | Tid     | Placering | Tid              | Placering        | Tid              | Placering        |
| --------- | -------------- | ------- | --------- | ---------------- | ---------------- | ---------------- | ---------------- |
| Chadd Ng  | 50 m bröstsim  | 31,53   | 48        | Gick inte vidare | Gick inte vidare | Gick inte vidare | Gick inte vidare |
| Chadd Ng  | 100 m bröstsim | 1.10,55 | 69        | Gick inte vidare | Gick inte vidare | Gick inte vidare | Gick inte vidare |

Damer
| Idrottare         | Gren         | Heat    | Heat      | Semifinal        | Semifinal        | Final            | Final            |
| Idrottare         | Gren         | Tid     | Placering | Tid              | Placering        | Tid              | Placering        |
| ----------------- | ------------ | ------- | --------- | ---------------- | ---------------- | ---------------- | ---------------- |
| Siwakhile Dlamini | 50 m frisim  | 29,66   | 82        | Gick inte vidare | Gick inte vidare | Gick inte vidare | Gick inte vidare |
| Siwakhile Dlamini | 100 m frisim | 1.06,32 | 75        | Gick inte vidare | Gick inte vidare | Gick inte vidare | Gick inte vidare |